# Aegna
Aegna (niem. Wulf) – estońska wyspa. Leży na Morzu Bałtyckim, w odległości 14 km na północ od Tallinna i 1,5 km od Rohuneeme na półwyspie Viimsi. Administracyjnie należy do Tallinna, stanowiąc jedną z 21 poddzielnic (est. asum) dzielnicy Kesklinn. Wyspa jest zamieszkała, na stałe przebywa na niej 6 osób. 
Powierzchnia wyspy wynosi 3 km², a długość linii brzegowej 10 km. Najwyższy punkt wznosi się na wysokość 14,6 m n.p.m.. Znajdują się na niej pozostałości obiektów wojskowych. Na wyspie znajduje się także cmentarz należący do parafii Jõelähtme, wpisany na listę narodowych zabytków Estonii pod numerem 1067.
Prom Juku, którego operatorem jest Kihnu veeteed kursuje w miesiącach letnich pomiędzy wyspą a Tallinnem.